# Borové (Zarichne)
Borové (ucraniano: Борове́) es un pueblo de Ucrania, constituido administrativamente como una pedanía del asentamiento de tipo urbano de Zarichne, en el raión de Varash de la óblast de Rivne.
En 2024, el pueblo tenía una población de 5000 habitantes.
Se ubica unos 30 km al suroeste de la capital municipal Zarichne, junto a la carretera T1808 que lleva a Varash.

## Historia
Antes de la fundación del actual municipio de Zarichne en 2020, el pueblo era sede de un consejo rural en el raión de Zarichne. El consejo rural incluía como pedanías a Lysychyn y Mlynok.